# Sarotherodon steinbachi
Sarotherodon steinbachi és una espècie de peix de la família dels cíclids i de l'ordre dels perciformes.

## Morfologia
Els mascles poden assolir els 11,3 cm de longitud total.

## Distribució geogràfica
És un endemisme del llac Barombi Mbo (oest del Camerun).